# اریک دیمارسان
اریک دیمارسان (انگلیسی: Éric Demarsan؛ زادهٔ ۲ اکتبر ۱۹۳۸) آهنگساز و موسیقی‌دان اهل فرانسه است.